# ステヴェン・ルストゥ
ステヴェン・ルストゥ（Steven Lustü、1971年4月13日 - ）は、デンマークの元サッカー選手。元デンマーク代表。ポジションはディフェンダー。

## 来歴
2000年にデンマーク代表デビュー。出場機会は無かったものの、2002 FIFAワールドカップのメンバーにも選ばれた。2005年までに9試合に出場した。

## 代表歴

### 出場大会
- デンマーク代表
  - 2002 FIFAワールドカップ

### 試合数
- 国際Aマッチ 9試合 0得点（2000年-2005年）[1]

| デンマーク代表 | 国際Aマッチ | 国際Aマッチ |
| 年             | 出場        | 得点        |
| -------------- | ----------- | ----------- |
| 2000           | 1           | 0           |
| 2001           | 2           | 0           |
| 2002           | 4           | 0           |
| 2003           | 0           | 0           |
| 2004           | 1           | 0           |
| 2005           | 1           | 0           |
| 通算           | 9           | 0           |